# 斯科特·柯里
斯科特·柯里（英語：Scott Curry，1988年5月17日—），新西兰男子橄榄球运动员。他曾代表新西兰参加2016年和2020年夏季奥林匹克运动会七人制橄榄球比赛，其中2020年奥运会获得一枚银牌。